# رونس
رونس (بالألمانية: Röns) هي بلدية في منطقة فيلدكيرخ في ولاية فورارلبرغ النمساوية.